# Teucholabis (Teucholabis) minuta
Teucholabis (Teucholabis) minuta is een tweevleugelige uit de familie steltmuggen (Limoniidae). De soort komt voor in het Neotropisch gebied.